# Grand Moff Tarkin
Grand Moff Wilhuff Tarkin, còn được gọi là Thống đốc Tarkin, là một nhân vật hư cấu trong vũ trụ Star Wars, lần đầu tiên được thủ vai bởi Peter Cushing trong bộ phim gốc. Nhân vật đã được gọi là "một trong những nhân vật phản diện ghê gớm nhất trong lịch sử Star Wars".

## Mô tả

### Star Wars
Được giới thiệu trong bộ phim Star Wars , bộ phim đầu tiên trong bộ ba Star Wars gốc, Grand Moff Tarkin là Thống đốc Đế chế khu vực Outland, và chỉ huy của Death Star. Sau khi Hoàng đế giải tán Thượng viện, Tarkin và Darth Vader theo đuổi để tiêu diệt Liên minh phiến quân. Ông đe dọa công chúa Leia Organa rằng sẽ phá hủy hành tinh Alderaan nếu Leia không tiết lộ vị trí của căn cứ chính phiến quân hoạt động. Khi Leia nói hành tinh Dantooine là vị trí của căn cứ, ông vẫn phá hủy Alderaan, hy vọng sẽ là bài học cho ai hỗ trợ của hành tinh của phiến quân. Khi biết thông tin Leia nói là sai, Tarkin ra lệnh giết Leia.
Ông cho phép phiến quân để thoát khỏi Death Star với công chúa sau khi đặt một ngọn hải theo dõi trên Millennium Falcon để tìm căn cứ phiến quân. Ông ra lệnh cho Death Star tiêu diệt các căn cứ phiến quân trên Yavin IV.
Trong cao trào bộ phim, Tarkin từ chối tin rằng Death Star gặp nguy hiểm khi bị phiến quân tấn công. Như vậy, ông từ chối di tản. Tarkin đã bị giết khi Death Star bị phá hủy bởi Luke Skywalker.

### Revenge of the Sith
Vào cuối Revenge of the Sith, bộ phim cuối cùng của bộ ba phần trước, Tarkin (trẻ hơn) giám sát quá trình xây dựng Death Star I, đứng bên cạnh Darth Vader và Hoàng đế Palpatine.

### The Clone Wars
Trong bộ phim truyền hình Star Wars: The Clone Wars, Tarkin trẻ xuất hiện trong Hải quân của Cộng hòa với vai trò là một thuyền trưởng và sau đó là một Đô đốc trong Chiến tranh Vô tính.
Trong Mùa ba, Thuyền trưởng Tarkin và Thầy Jedi Even Piell bị phục kích và tấn công bởi những quân đội ly khai. Các tù nhân bị giải đến Citadel, Tarkin và Piell được giải thoát khỏi bị giam cầm bởi một đội cứu hộ. Ban đầu bi quan về cuộc sống ở lãnh thổ đối phương, Tarkin trở nên mâu thuẫn với Jedi Knight Anakin Skywalker, nhưng ý kiến của mình về nhau hơn khi mỗi nhận ra rằng họ là những người quen biết lẫn nhau của Tối cao Chancellor Palpatine. Trong một cuộc giao tranh, Tarkin chiến đấu và nỗ lực để thực hiện Osi Sobeck, nhưng không thành công khi người chăm sóc của Citadel nhanh chóng trả đũa và gần như giết chết anh ta. Tuy nhiên, Tarkin được Padawan Ahsoka Tano giải cứu kịp thời.

### Rogue One
Chức vụ của ông vẫn giống trong Star Wars IV,
và trong lúc này ông cũng đang giành với Krennic chức chỉ huy và điều hành Death Star

## Sản xuất
Nhân vật Tarkin ban đầu được hình thành là một người thánh thiện từ Aquila.
Peter Cushing thấy giày của Tarkin (một phần bộ trang phục) rất khó chịu. George Lucas đã đồng ý để hạn chế hình ảnh có quay chân Cushing, cho phép ông đi dép của riêng mình.
Wayne Pygram được trang điểm để giống một Tarkin trẻ hơn.